# Bridelia ferruginea
Bridelia ferruginea es una especie de árbol perteneciente a la familia Phyllanthaceae y originaria de África.

## Descripción
Es un arbusto o árbol que alcanza un tamaño de 1-8 m de altura, a menudo ± deformada, a veces con ramas espinosas.

## Ecología
Se encuentra en la sabana herbosa o boscosa; en la llanura cubierta de hierba; en laterita en la sabana con Hymenocardia acida; en el bosque de galería; lugares boscosos pobladas; matorrales secundarios; en las afueras del bosque primitivo; a un altitud de 500-1000 m.

## Taxonomía
Bridelia ferruginea fue descrito por George Bentham y publicado en Niger Flora 511. 1849.
Sinonimia
- Bridelia micrantha var. ferruginea (Benth.) Müll.Arg.
- Bridelia speciosa var. kourousensis Beille
- Gentilia chevalieri Beille[6][7]